# Hadalothuria wolffi
Hadalothuria wolffi is een zeekomkommer uit de familie Gephyrothuriidae.
De wetenschappelijke naam van de soort werd in 1956 gepubliceerd door B. Hansen.